# Лемонт Фернис (Пенсилванија)
Лемонт Фернис (енгл. Lemont Furnace) насељено је место без административног статуса у америчкој савезној држави Пенсилванија.

## Демографија
По попису из 2010. године број становника је 827.
| Група             | 2000.    | 2010.       |
| Белци             | 0 (0,0%) | 768 (92,9%) |
| Афроамериканци    | 0 (0,0%) | 25 (3,0%)   |
| Азијати           | 0 (0,0%) | 0 (0,0%)    |
| Хиспаноамериканци | 0 (0,0%) | 17 (2,1%)   |
| Укупно            | 0        | 827         |